# Glenn Davis (rugby à XV)
Pour les articles homonymes, voir Glenn Davis et Davis.
Pas d'image ? Cliquez ici

a Compétitions nationales et continentales officielles uniquement.

Glenn Davis, né le 20 février 1974, est un joueur de rugby à XV néo-zélandais. Trois-quarts centre de métier, sa polyvalence lui permet d'occuper les postes arrière de l'ouvreur à l'arrière. Il n'a jamais porté la tunique des All Blacks chez les A, à deux reprises chez les Baby Blacks.
Son père Marty Davis est le sélectionneur de l'équipe du Luxembourg[Quand ?], toujours en poste en octobre 2014,.

## Biographie
- 2002-2007 : CS Bourgoin-Jallieu
- 2007-2008 : FC Grenoble